# 1792
1792 (MDCCXCII) var ett skottår som började en söndag i den gregorianska kalendern och ett skottår som började en torsdag i den julianska kalendern.

## Händelser

### Januari
- Januari–februari – Gustav III sammankallar en riksdag i Gävle för att begränsa adelsoppositionens inflytande.

### Mars
- 2 mars – En eldsvåda utbryter i Göteborg.[1]
- 16 mars – Jakob Johan Anckarström skjuter Gustav III på en maskeradbal i det Gustavianska operahuset.
- 29 mars – Gustav III avlider efter att ha ådragit sig lunginflammation och kallbrand av de skador han fick vid attentatet den 16. Han efterträds som kung av Sverige av sin son Gustav IV Adolf,[2] som dock är omyndig. Enligt Gustav III:s testamente inträder hertig Karl (XIII) som hans förmyndare.

### April
- 17 april – Hudiksvall drabbas av en brand, men återuppbyggs.[3]
- 20 april – Franska revolutionen: lagstiftande församlingen och dess ledande parti Gironden förklarar krig mot Österrike.
- 27 april – Jakob Johan Anckarström avrättas. Alla andra i konspirationen mot kungen benådas till livet, men Carl Fredrik Pechlin, "hjärnan", spärras in på Varbergs fästning.[4]

### Maj
- 16 maj – Lindholmens slott på Kålland brinner ner.[1]

### Juni

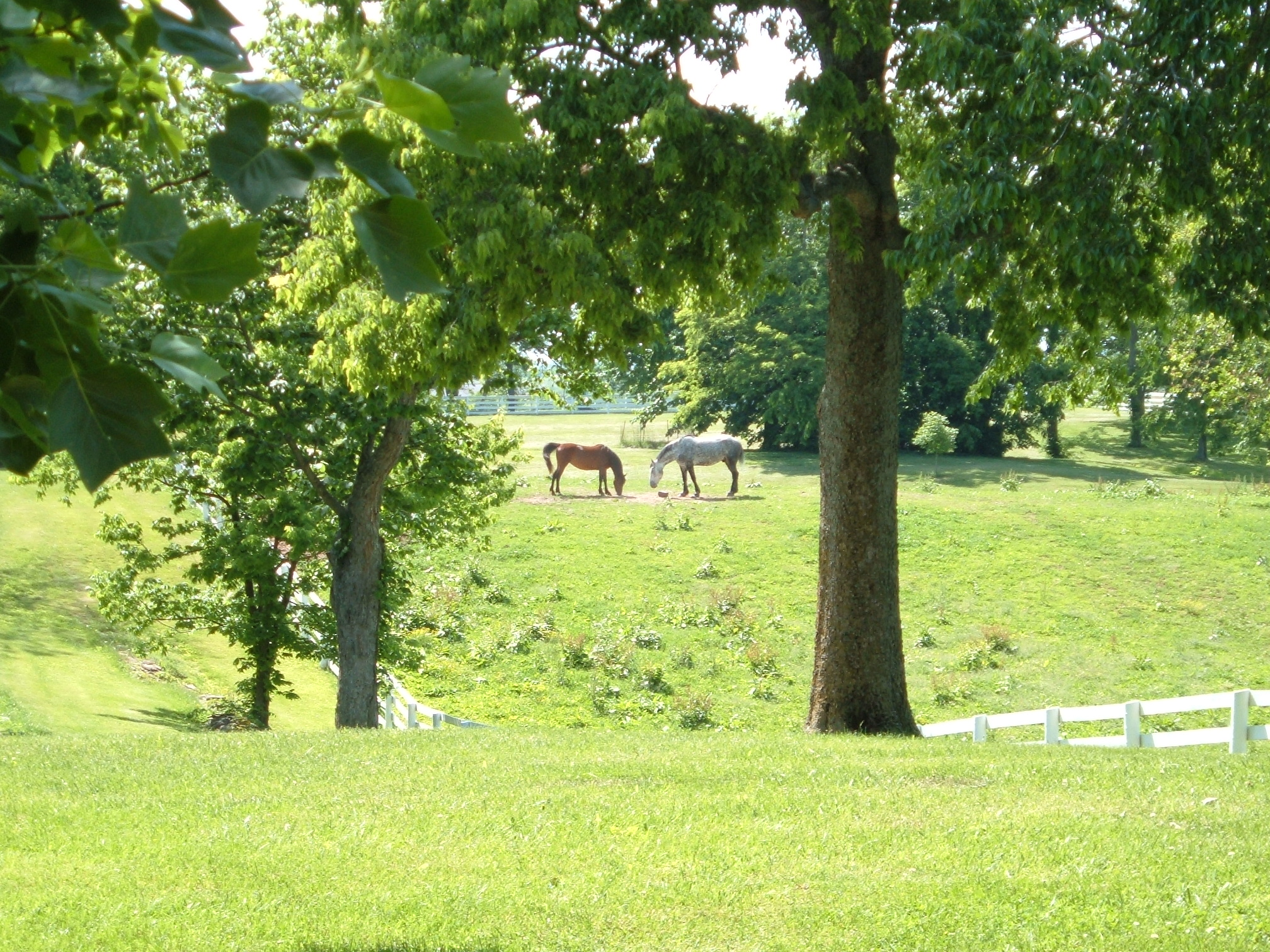
Kentucky.

- 1 juni – Kentucky blir den 15:e delstaten att ingå i den amerikanska unionen.[5]
- 20 juni – Franska revolutionen: Demonstrationen den 20 juni 1792 blir det sista försöket att åstadkomma en konstitutionell monarki i Frankrike.

### Juli
- Juli – Friherre Gustav Adolf Reuterholm inträder i förmyndarstyrelsen och blir dess ledande man.
- 25 juli – Braunschweig-manifestet utfärdas av den fientliga koallitionsarmén och hettar upp stämningen i Paris mot monarkin till Jakobinernas förmån.
- 11 juli – En ny svensk tryckfrihetsförordning införs, där Reuterholm avskaffar de inskränkningar som gjorts av Gustav III. Snart återinförs dock mycket av Gustav III:s censur, eftersom det börjar komma skrifter som prisar friheten i det nybildade USA och revolutionens Frankrike.[6]

### Augusti
- 10 augusti – Franska revolutionen: Tuileriepalatset i Paris stormas under Stormningen av Tuilerierna, vilket blir den franska monarkins fall.

### September
- 20 september – Franska revolutionen:  En ny jämlik skilsmässolag införs i Frankrike.
- 22 september – Franska revolutionen: Frankrike blir republik.

### November
- November – Kadettskolan i Karlskrona flyttas till Karlbergs slott.[7]

### Okänt datum
- Kina utfärdar sina första förbundslagar mot opium.[8]
- Rikskanslerämbetet återupptas genom att greve Fredrik Sparre tillträder posten och även blir ny kanslipresident.
- Kungliga Museet inrättas på Stockholms slott. Dess samlingar kommer senare att ligga till grund för Nationalmuseum.
- Författaren Thomas Thorild döms till landsförvisning för sina revolutionära idéer.
- Det svenska Generalassistentkontoret upplöses på grund av olönsamhet. Verksamheten övertas av riksdagsfullmäktige.

## Födda

### Första kvartalet

#### Januari
- 4 januari – Johan August Arfwedson, svensk kemist. (död 1841)

#### Februari
- 11 februari – Giovanni Pacini, italiensk operatonsättare. (död 1867)
- 29 februari – Gioacchino Rossini, italiensk kompositör. (död 1868)

#### Mars
- 7 mars – John Herschel, brittisk astronom. (död 1871)
- 12 mars – August von Hartmansdorff, konservativ svensk politiker. (död 1856).
- 23 mars – Carl Georg Brunius, svensk klassisk filolog, arkitekt och konsthistoriker. (död 1869)

### Andra kvartalet

#### April
- 12 april – John George Lambton, brittisk statsman. (död 1840)

#### Maj
- 10 maj – Willie Person Mangum, amerikansk politiker, senator 1831–1836 och 1840–1853. (död 1861)
- 13 maj – Pius IX, född Giovanni Maria Mastai-Ferretti, påve 1846–1878. (död 1878)
- 21 maj – Gaspard-Gustave Coriolis, fransk ingenjör, fysiker och matematiker. (död 1843)

#### Juni
- 25 juni – Carlos Coolidge, amerikansk politiker, guvernör i Vermont 1848–1850. (död 1866)

### Tredje kvartalet

#### Juli
- 10 juli – George M. Dallas, amerikansk demokratisk politiker, USA:s vicepresident 1845–1849. (död 1864)
- 29 juli – Maria Quitéria, brasiliansk nationalhjältinna. (död 1853)

#### Augusti
- 4 augusti – Percy Bysshe Shelley, engelsk poet. (död 1822)
- 13 augusti – Adelaide av Sachsen-Meiningen, drottning av Storbritannien 1830–1837, gift med Vilhelm IV. (död 1849)
- 18 augusti – Lord John Russell, brittisk statsman, premiärminister. (död 1878)

#### September
- 7 september – David J. Baker, amerikansk jurist och politiker. (död 1869)
- 21 september – Johann Peter Eckermann, tysk författare. (död 1854)

### Fjärde kvartalet

#### Oktober
- 12 oktober – Christian Gottlob Gmelin, tysk kemist. (död 1860)
- 13 oktober – Moritz Hauptmann, tysk musikteoretiker och kompositör. (död 1868)
- 14 oktober – Friedrich Parrot, balttysk vetenskapsman och upptäcktsresande. (död 1841)

#### November
- 15 november – Isaac Toucey, amerikansk demokratisk politiker, USA:s justitieminister 1848–1849, USA:s marinminister 1857–1861. (död 1869)

#### December
- 5 december – James Guthrie, amerikansk demokratisk politiker, USA:s finansminister 1853–1857. (död 1869)
- 10 december – Friedrich von Gärtner, tysk arkitekt. (död 1847)

### Okänt datum
- Catharina Lidman, svensk konsthantverkare. (död 1856)
- Nodira, uzbekisk poet och regent. (död 1842)

## Avlidna

### Första kvartalet

#### Januari
- 5 januari – Carl Gustaf Armfeldt den yngre, 67, svensk militär.

#### Februari
- 3 februari – Joseph-Antoine Cerutti, 53, fransk författare.
- 8 februari – Hannah Snell, 68, brittisk militär.
- 10 februari – George Plater, 56, amerikansk politiker, guvernör i Maryland sedan 1791.
- 20 februari – Christian Cay Lorenz Hirschfeld, 50, tysk filosof och estetiker.
- 23 februari – Joshua Reynolds, 68, brittisk målare.

#### Mars

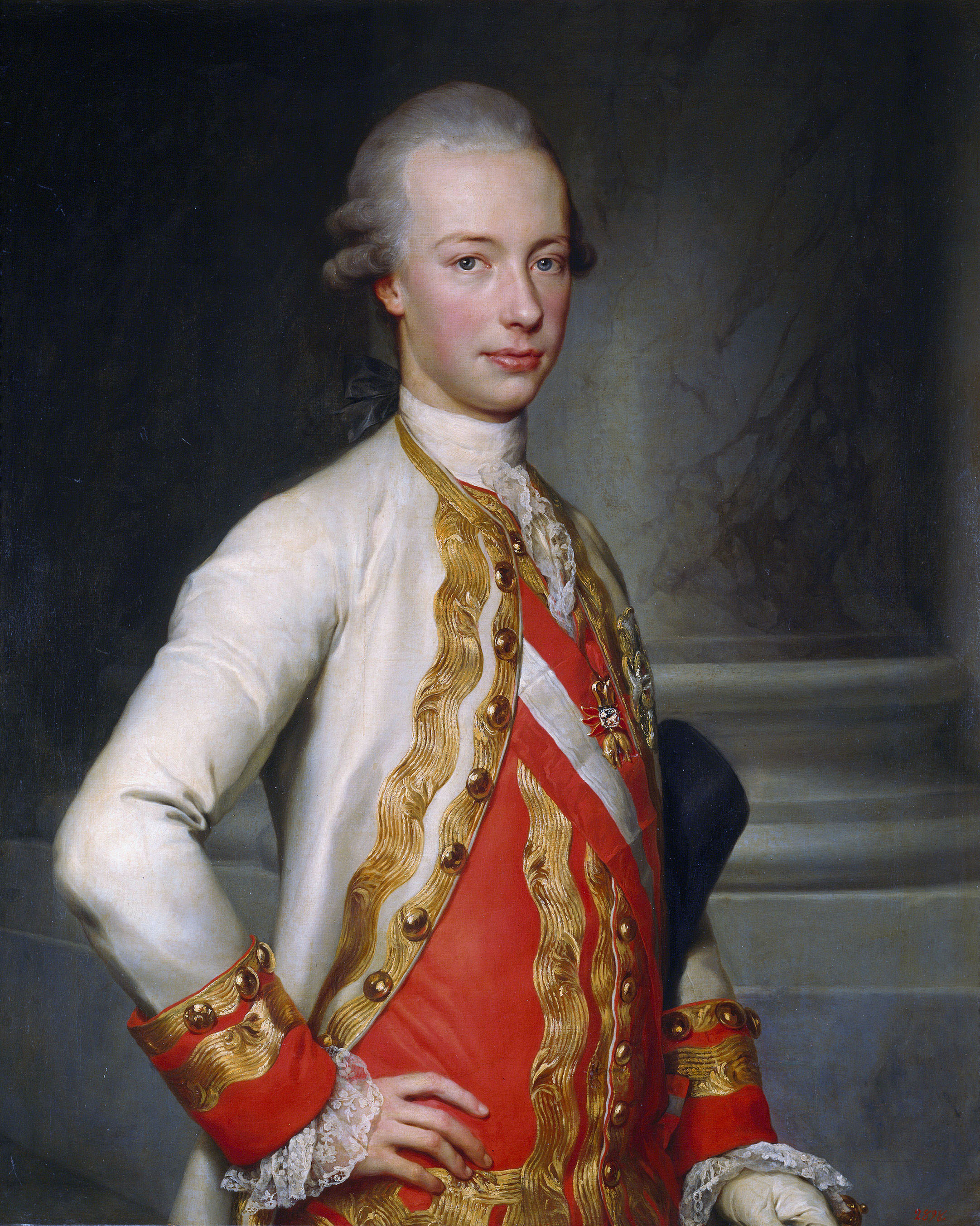
Den tysk-romerske kejsaren Leopold II avled den 1 mars, 44 år gammal.

- 1 mars – Leopold II, 44, tysk-romersk kejsare sedan 1790.
- 2 mars – Nicolas de Launay, 52, fransk grafiker.
- 3 mars – Robert Adam, 63, brittisk arkitekt, inredningsarkitekt och möbelformgivare.
- 10 mars – John Stuart, 3:e earl av Bute, 78, brittisk politiker, Storbritanniens premiärminister 1762–1763.
- 11 mars – Kilian Stobæus den yngre, 75, svensk läkare.
- 16 mars
  - Jean Abraham Grill, 55, svensk köpman.
  - Henrik Andersson Wibeck, 66, svensk kyrkomålare.
- 22 mars – Johan Ture Bielke, 49, svensk friherre, delaktig i mordet på Gustav III, självmord.
- 23 mars – Christian Lunell, 72, svensk konstnär.
- 29 mars – Gustav III, 46, kung av Sverige sedan 1771, mördad.[9]

### Andra kvartalet

#### April
- 23 april – Karl Friedrich Bahrdt, 50, tysk teolog.
- 27 april – Jacob Johan Anckarström, 29, svensk adelsman och militär, Gustav III:s mördare, avrättad.
- 30 april
  - John Montagu, 4:e earl av Sandwich, 73, brittisk politiker.
  - Zacharias Strandberg, 79, svensk läkare.

#### Maj
- 12 maj – Charles-Simon Favart, 81, fransk librettist.
- 18 maj – Olof Lundstedt, 57, svensk violinmakare.
- 20 maj – Antoine Louis, 69, fransk militärläkare.
- 30 maj – Lars Thorstensson Nyberg, 72, svensk psalmförfattare.

#### Juni
- 15 juni – Frederik Sneedorff, 31, dansk historiker.
- 20 juni
  - Peder Aadnes, 52, norsk konstnär.
  - Nils Adam Bielke, 68, svenskt riksråd.

### Tredje kvartalet

#### Juli
- 3 juli – Ferdinand av Braunschweig-Wolfenbüttel, 71, preussisk militär.
- 18 juli – John Paul Jones, 45, amerikansk sjömilitär.

#### Augusti
- 3 augusti – Richard Arkwright, 59, brittisk uppfinnare.
- 4 augusti – John Burgoyne, 70, brittisk militär och dramatiker.
- 5 augusti – Frederick North, 2:e earl av Guilford, 60, brittisk politiker, Storbritanniens premiärminister 1770–1782.
- 10 augusti – Stanislas de Clermont-Tonnerre, 34, fransk politiker, mördad.
- 14 augusti – Maximilian Hell, 72, ungersk astronom.

#### September
- 2 september – Guillaume-Antoine Delfaud, 59, fransk präst, mördad.
- 3 september – Maria Teresa Luisa av Savojen, 42, fransk prinsessa, hovdam åt Marie-Antoinette, mördad.
- 9 september – Charles-Xavier Franqueville d'Abancourt, 34, fransk politiker, mördad.
- 12 september – William Tytler, 80, brittisk historiker.
- 18 september – August Gottlieb Spangenberg, 88, tysk biskop.
- 25 september
  - Jacques Cazotte, 72, fransk författare.
  - Adam Gottlob Moltke, 81, tysk-dansk politiker.

### Fjärde kvartalet

#### Oktober
- 7 oktober – George Mason, 66, amerikansk politiker.
- 10 oktober – Constantine Phipps, 2:e baron Mulgrave, 48, brittisk upptäcktsresande och politiker.
- 19 oktober – Carl Fredrik Sebaldt, 79, svensk ämbetsman och politiker.
- 21 oktober – Anders Rudolf du Rietz, 70, svensk militär.
- 22 oktober – Guillaume Le Gentil, 67, fransk astronom.
- 26 oktober – Abraham Gustafschöld, 69, svensk militär.
- 28 oktober
  - Paul Möhring, 82, tysk läkare, botaniker och ornitolog.
  - John Smeaton, 68, brittisk ingenjör.

#### November
- 8 november – Hedda von Fersen, 39, svensk grevinna.
- 22 november – Anders Leijonhielm, 65, svensk militär.

#### December
- 12 december
  - Denis Fonvizin, 47, rysk författare.
  - Arthur Lee, 51, amerikansk diplomat.
- 15 december – Joseph Martin Kraus, 36, tysk-svensk tonsättare och hovkapellmästare.
- 18 december – Casimir Christoph Schmidel, 74, tysk botaniker.
- 20 december – Sven Rinman, 72, svensk bergsvetenskapsman.
- 25 december – Fredrik Adolf von Numers, 47, svensk militär och konstnär.

### Fotnoter
1. 1 2  ”Värmlands brandhistoriska klubb”. Arkiverad från originalet den 12 oktober 2011. https://www.webcitation.org/62NB7kO36?url=http://www.brandhistoriska.org/olyckor_se.html. Läst 16 mars 2011.
2. ↑  – World Statesmen
3. ↑  Fiskarstan – Elden är lös! Arkiverad 7 mars 2016 hämtat från the Wayback Machine.
4. ↑  Det hände i dag
5. ↑  World Statesmen (läst 3 april 2011)
6. ↑  Tidningen Kulturen 9 augusti 2010 – Förnuftets ljus. Om Johan Henrik Kellgren Arkiverad 18 augusti 2010 hämtat från the Wayback Machine.
7. ↑  Slottsguiden – Karlborg
8. ↑  Narkotika
9. ↑  Det hände i dag